# Karl-Ulrich Lampe
Karl-Ulrich Lampe (* 30. Oktober 1937 in Oldenburg) ist ein deutscher Kapitän. Er wurde bekannt als Pionier der Antarktis-Kreuzfahrten und konnte als einer der ersten Seefahrer vom Durchfahren einer Monsterwelle berichten.

## Leben und Ausbildung
Karl-Ulrich Lampe begann seine maritime Ausbildung nach dem Abitur 1958 an der Seemännischen Berufsfachschule Elsfleth (heute Jade Hochschule). Anschließend fuhr er beim Norddeutschen Lloyd (später Hapag-Lloyd) auf Stückgutfrachtern als Decksjunge, Matrose und Offiziersassistent. Nach mehreren Lehrgängen stieg er zum leitenden Offizier und Sicherheitsoffizier auf.
Seit 1970 ist Lampe verheiratet. Seine Ehefrau lernte er 1968 auf dem Passagierschiff Bremen im Nordatlantik kennen. Das Paar hat drei Töchter.

## Laufbahn als Expeditionskapitän
Ab Dezember 1981 war Lampe Staff-Kapitän auf dem Hapag-Lloyd-Kreuzfahrtschiff Europa. 1986 folgte der Wechsel zur Discoverer Reederei (Bremen) und Society Expeditions (Seattle), wo er als einer der ersten deutschen Expeditionskapitäne regelmäßig Reisen in die Antarktis leitete. Bis Juli 2010 steuerte er während der Antarktis-Saison im europäischen Winter unter anderem die World Discoverer, die Society Explorer sowie für Lindblad Expeditions die Caledonian Star.
Lampe zählt zu den Wegbereitern des ab 1986 beginnenden organisierten Antarktistourismus. Ab 1990 wirkte er zudem in der IAATO mit, um sichere und umweltschonende Reisen zu etablieren.
Am 2. März 2001 überstand die Caledonian Star unter Langes Kommando eine Monsterwelle von circa 30 Meter Höhe vor Südgeorgien. Trotz extremer Schäden gelang es, das Schiff nach Argentinien zurückzubringen.
Ab 2010 war Karl-Ulrich Lampe als Eislotse und Expeditionsbeobachter tätig. Er berät bis heute Reedereien bei Polarexpeditionen.

## Ehrungen
1976 wurde Lampe als seemännisches Mitglied ins Bremer Haus Seefahrt berufen.
2016 würdigte das UK Antarctic Place-Names Committee seine Verdienste mit der Namensgebung zweier geografischer Objekte in der Antarktis, dem Lampe-Gletscher und der Lampe Cove im Grahamland auf der Antarktischen Halbinsel.